# George Grove

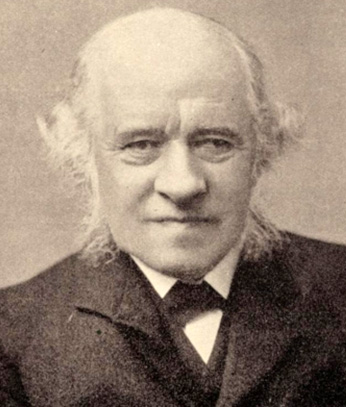
George Grove en la década de 1890.

George Grove, CB (13 de agosto de 1820 - 28 de mayo de 1900) fue un musicólogo y escritor sobre música inglés, conocido por ser el editor fundador del Grove Dictionary of Music and Musicians.

## Biografía

### Primeros años

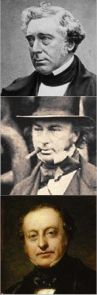
Robert Stephenson, Isambard Kingdom Brunel y Charles Barry fueron destacados ingenieros y mentores de Grove.

George Grove nació el 13 de agosto de 1820 en el distrito londinense de Clapham. Fue el octavo de los once hijos de Thomas Grove (1774-1852), un pescadero y distribuidor de carne de venado, y su esposa, Mary Blades (1784-1856). Fue a una escuela preparatoria, en Clapham Common, donde uno de sus compañeros de colegio fue George Granville Bradley, posteriormente deán de la Abadía de Westminster, cuya hermana se casó Grove. Entró en Stockwell (más tarde conocida como Clapham) Grammar School, dirigida por Charles Pritchard, un astrónomo que recibido educación siguiendo los principios progresistas del King's College de Londres. El plan de estudios se basaba en los clásicos, teología, matemáticas y filosofía natural, y eran evaluados rigurosamente por un examen anual. Pritchard también animó a sus alumnos a desarrollar interés por la literatura y la música. Grove era un fiel habitual en Holy Trinity Church, Clapham, donde escuchó la música de Bach y Händel. A la edad de dieciséis años, era competente en los clásicos y matemáticas; dejó la escuela en 1836 y fue aprendiz de Alexander Gordon, un ingeniero civil bien conocido en Westminster. En su tiempo libre, se sumergió en la música, asistiendo a conciertos y estudiando partituras.
Después de completar su aprendizaje, Grove fue admitido como graduado de la Institution of Civil Engineers, en 1839. Un año más tarde, se trasladó a Glasgow, ganando más experiencia en la fábrica de Robert Napier. En 1841, Grove tuvo un romance con una mujer llamada Elizabeth Blackwell, quien dio a luz a su hijo ilegítimo, George Grove Blackwell, en marzo de 1842. Entre 1841 y 1846, Grove pasó la mayor parte de su tiempo en el Caribe, como ingeniero residente durante la construcción de unos faros de hierro fundido. Después de esto, se unió al personal de la Chester and Holyhead Railway y luego se convirtió en asistente de Edwin Clark, trabajando en el Puente Britannia sobre el estrecho de Menai. La primera aparición impresa de Grove fue un informe de la primera flotación de los tubos del puente, que se registró en The Spectator, el 23 de junio de 1849. Durante este período, vivía en Chester, la audición de música en la catedral y también se estaba familiarizando con la canción popular de Gales.

### The Crystal Palace

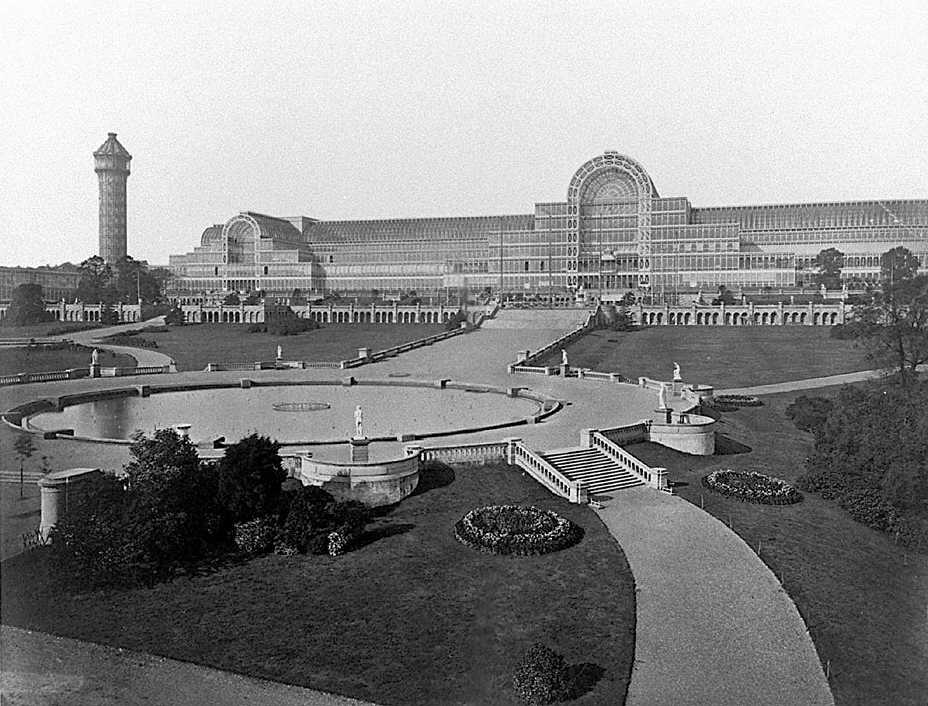
The Crystal Palace en 1854.

Mientras trabajaba en el Puente Britannia entró en contacto con Robert Stephenson, Isambard Kingdom Brunel, Charles Barry y otros eminentes visitantes a las obras. Grove recordó más tarde que «me di cuenta de que estos hombres distinguidos eran tan buenos como el oro para mí. Me aconsejaron ir a Londres y me obligaron a asumir la secretaría de la Society of Arts, entonces vacante por la jubilación del señor Scott Russell». Esto fue en 1849, cuando la Gran Exposición de 1851 estaba en preparación. Grove fue secretario de la sociedad mientras duró la exposición. El 23 de diciembre de 1851, se casó con Harriet Bradley, la hermana de su viejo amigo de escuela, George Bradley. Después de que finalizara la Gran Exposición en 1852, su edificio principal, conocido como The Crystal Palace, fue desmantelado y reconstruido en el suburbio del sur de Londres llamado Sydenham como un centro de educación, las artes y el ocio. Grove fue nombrado secretario de The Crystal Palace. Contrató a una banda de viento y un director, Heinrich Schallehn. Este último no fue satisfactorio y fue reemplazado por August Manns, quien, animado por Grove, desarrolló la banda en una orquesta sinfónica completa. Con los programas elegidos por Grove y Manns, los conciertos de The Crystal Palace se convirtieron en una característica central de la escena musical de Londres y se mantuvo así hasta el final del siglo. Grove escribió las notas del programa para los conciertos. En 1901, el biógrafo F. G. Edwards escribió:

The daily and weekly orchestral performances at Sydenham prompted those admirable analytical notices of musical compositions with which the name of George Grove was so long and is so favourably associated. He had always shown a great fondness for music, but had never received any technical training in the art. Entirely self-taught, his knowledge was acquired solely by ‘picking up’ information. "I wish it to be distinctly understood," he said, "that I have always been a mere amateur in music. I wrote about the symphonies and concertos because I wished to try to make them clear to myself and to discover the secret of the things that charmed me so; and from that sprang a wish to make other amateurs see it in the same way.
Las representaciones diarias y semanales de música orquestal en Sydenham provocaron tales admirables críticas analíticas de las composiciones musicales con las que el nombre de George Grove estaba tan amplia y favorablemente asociado. Siempre mostró una gran afición por la música, pero nunca había recibido ninguna formación técnica en el arte. Totalmente autodidacta, su conocimiento lo adquirió únicamente «recogiendo» información. «Ojalá que se entienda claramente», dijo, «que siempre he sido un mero aficionado a la música. Escribí acerca de las sinfonías y los conciertos porque quería tratar de que quedaran claros para mí y para descubrir el secreto de la cosas que tanto me encantan y de ahí surgió el deseo de hacer que otros aficionados lo vieran de la misma manera».

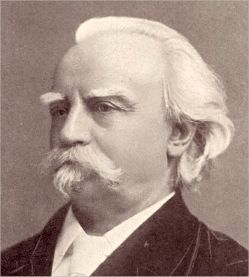
Grove contrató a August Manns como director de The Crystal Palace, quien convirtió la banda de viento original en una orquesta sinfónica completa.

Los análisis musicales de Grove evitaron todo atisbo de jerga técnica y trató de dejar claro a todos los que los leyeran lo que, en opinión de Grove, los oyentes debían tener en cuenta en cada pieza. En una nota sobre Sinfonía n.º 39 de Mozart, después de referirse a la extraordinaria productividad del compositor austriaco en el año 1788, Grove escribió:

The circumstances which necessitated such fearful exertion on this and many other occasions in Mozart's life we have no means of ascertaining. Whatever they were, they were in accordance with a common custom of Nature. She seems to delight in condemning her most gifted sons to an ordeal the very reverse of that which we should anticipate. It seems equally true in Art and in Morals, that it is not by indulgence and favour, but by difficulty and trouble, that the spirit is formed; and in all ages of the world our Davids, Shakspeares, Dantes, Mozarts, and Beethovens must submit to processes which none but their great spirits could survive – to a fiery trial of poverty, ill health, neglect, and misunderstanding – and be "tried as silver is tried," that they may become the teachers of their fellow-men to all time, and shine, like stars in the firmament, for ever and ever.
No tenemos forma de comprobar las circunstancias que obligaron a un esfuerzo tan terrible en esta y otras muchas ocasiones en la vida de Mozart. Cualesquiera que fuesen, estaban de acuerdo con una costumbre común de la Naturaleza. Ella parece deleitarse en la condena de sus hijos más talentosos a una dura prueba, lo contrario de lo que debemos anticipar. Parece igualmente cierto en el Arte y en la Moral, que no es por la complacencia ni el favor, sino por las dificultades y problemas, que el espíritu se forma; y en todas las edades del mundo, nuestros David, Shakspeare, Dante, Mozart y Beethoven deben someterse a procesos que ninguno por su gran espíritu podían superar -a una prueba de fuego de pobreza, la mala salud, negligencia y falta de comprensión- y ser «tratados como se trata la plata» para que sean los maestros de sus semejantes por todos los tiempos y brillen, como las estrellas en el firmamento, por los siglos de los siglos.

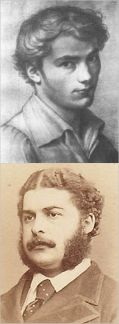
Grove contribuyó a popularizar la música de Franz Schubert (arriba), con la ayuda de su amigo Arthur Sullivan (abajo), redescubriendo su música en 1867.

Las notas de los programas de Grove en The Crystal Palace no estuvieron centradas únicamente en sus compositores austroalemanes favoritos. Abarcó una amplia selección de compositores representativos, entre los que destacan los franceses Berlioz, Bizet, Delibes, Gounod, Massenet y Saint-Saëns y una generación emergente de compositores ingleses, como Arthur Sullivan, Hubert Parry, Charles Villiers Stanford, Hamish MacCunn, Edward German y Granville Bantock.
Entre los compositores que Grove intentó popularizar se encontraba Schubert, cuya música había estado descuidada en gran parte de Inglaterra. Grove y Manns presentaron el estreno en Inglaterra de la Novena Sinfonía. Junto con su amigo Arthur Sullivan, Grove fue a Viena en 1867 en busca de manuscritos de Schubert. Encontraron y copiaron varios y estaban muy emocionados, sobre todo por su descubrimiento definitivo, que Grove se describe así: 

I found, at the bottom of the cupboard, and in its farthest corner, a bundle of music-books two feet high, carefully tied round, and black with the undisturbed dust of nearly half-a-century. [...] These were the part-books of the whole of the music in Rosamunde, tied up after the second performance in December, 1823, and probably never disturbed since. Dr. Schneider [curator] must have been amused at our excitement; but let us hope that he recollected his own days of rapture; at any rate, he kindly overlooked it, and gave us permission to take away with us and copy what we wanted.
Encontré, en el fondo del armario y en su último rincón, un montón de dos pies de alto de libros de música, cuidadosamente atados, y con un polvo negro intacto de casi medio siglo. [...] Estos son los libros de parte de la totalidad de la música de Rosamunda, atados después de su segunda representación en diciembre de 1823 y probablemente nunca perturbados desde entonces. El Dr. Schneider [conservador] debe haberse divertido con nuestro entusiasmo, pero esperemos que recuerde sus días de éxtasis; en todo caso, él amablemente lo pasó por alto y nos dio permiso para llevar con nosotros y copiar lo que quisiéramos.

En los primeros años de The Crystal Palace, Grove dedicó gran parte de su tiempo libre a los estudios bíblicos. Al descubrir que no había plena concordancia entre los nombres propios en la Biblia, Grove, ayudado por su esposa, comenzó a trabajar en 1853 haciendo un índice completo de cada aparición de cada nombre propio en la Biblia, incluyendo los Apócrifos. Entre 1860 y 1863, Grove fue editor asistente de William Smith en un completo diccionario de la Biblia, contribuyendo en más de mil páginas. Algunas entradas escritas por Grove, tales como la del profeta Elías, fueron equivalentes a casi un libro. Visitó Tierra Santa en 1859 y 1861, y ayudó a fundar el Fondo para la Exploración de Palestina, del que fue secretario honorífico, trabajando incesantemente en su nombre. El arzobispo de York, William Thomson, dijo que Grove fue «prácticamente el fundador y el institutor de la Sociedad, y ha hecho maravillas en todas partes». Grove observó más tarde: «La gente va a insistir en el pensamiento de mí como músico, algo con lo que realmente no estoy de acuerdo. Me interesé tanto en mis investigaciones sobre las características naturales y los pequeños pueblos de Palestina, por el Smith's Dictionary of the Bible o por Sinai and Palestine de Arthur Stanley, como lo hice por Beethoven y Mendelssohn, de hecho, tal vez más».

### Grove Dictionary of Music and Musicians

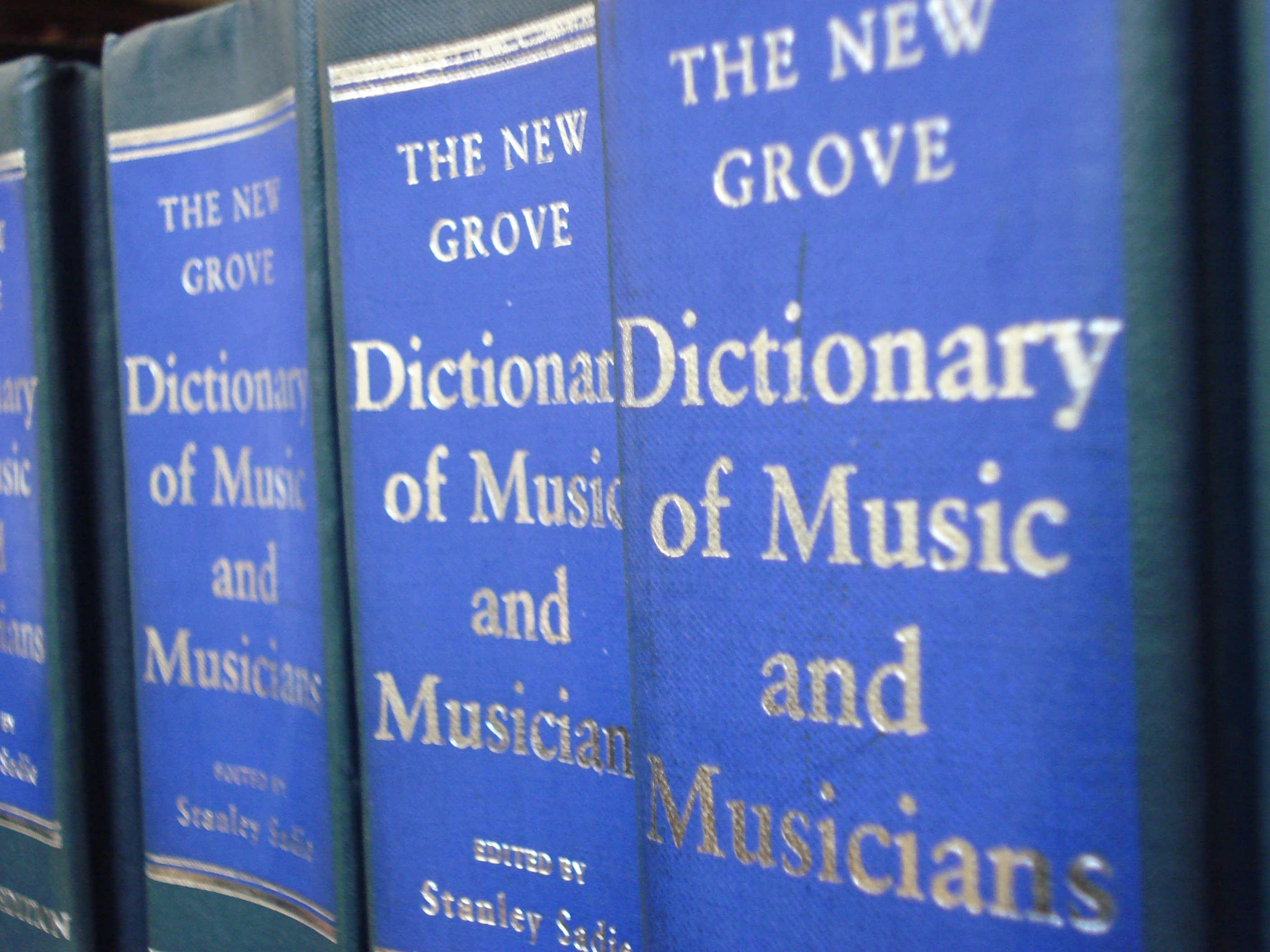
Grove es principalmente recordado por ser el editor del Grove Dictionary of Music and Musicians.

Después de casi veinte años de servicio en The Crystal Palace, Grove renunció a su secretaría a finales de 1873 y aceptó una oferta de los editores Macmillan and Co. para unirse a su personal y convertirse en director de la empresa. Editó la Macmillan's Magazine y escribió un libro de geografía para la serie History Primers de Macmillan. Con mucho, el resultado más importante de su relación con Macmillan fue el Grove Dictionary of Music and Musicians, por lo que su nombre es recordado. La idea del diccionario fue totalmente suya. En el folleto del diccionario, en marzo de 1874, afirmó «La falta de obras en inglés en la historia, la teoría o la práctica de la Música, o las biografías de los músicos accesibles al lector no profesional, ha sido un tema de digno de mención».
Grove concibió la obra para llenar el vacío que había identificado; originalmente había propuesto dos volúmenes de unas 600 páginas cada uno, pero en el momento de su primera publicación, se editaron cuatro volúmenes que contenían un total de 3125 páginas. Fue publicado por Macmillan en volúmenes por orden alfabético en un período de 12 años que concluyó en 1889. Grove criticó a Parry, uno de los principales contribuyentes, por «tender a ser farragoso y difuso», pero los artículos de Grove en sus intereses particulares, Beethoven, Mendelssohn y Schubert, fueron incluso más largos. The Musical Times escribió de la obra, «Sus magistrales biografías de Beethoven, Mendelssohn y Schubert son modelos de la literatura biográfica y están escritas en un estilo más fascinante. Hizo dos viajes especiales a Alemania para obtener los materiales para su artículo de Mendelssohn y más de dos a Viena en relación con Schubert y Beethoven».

### Royal College of Music

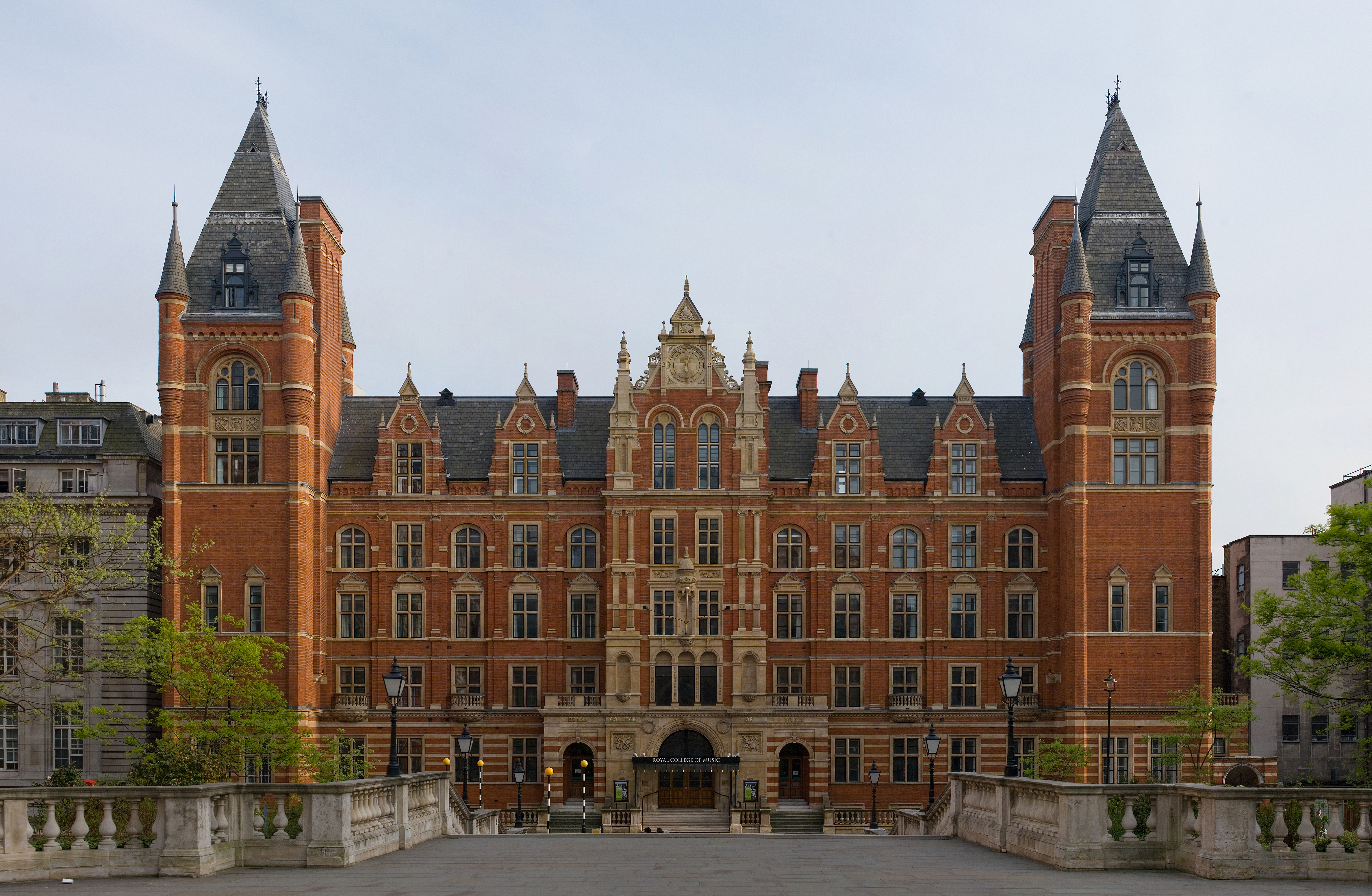
George Grove fue el primer director del Royal College of Music.

En la década de 1880, las academias musicales de Londres estaban en malas condiciones. La Royal Academy of Music estaba moribunda y la National Training School for Music, de la que Sullivan era el reacio e ineficaz jefe, se encontraba en dificultades financieras y administrativas. Hubo una propuesta de fusión de las dos entidades para crear un conservatorio único eficaz, pero la Royal Academy insistió en mantener su independencia y más tarde se revitalizó bajo la dirección de Alexander Mackenzie. La National Training School fue reformada como el Royal College of Music en 1882 y Grove fue nombrado su primer director. A lo largo de 1882, encabezó una exitosa campaña para recaudar fondos que garantizaran la apertura oficial de la nueva universidad por el Príncipe de Gales el 7 de mayo de 1883. Grove recibió el título de caballero ese mismo día. El personal docente, a quien designó, fueron dirigidos por Parry y Stanford y, como afirma el biógrafo de Grove, «llevó a la universidad con distinción hacia el siglo XX».
Grove centró la atención del Royal College en dos actividades principales: la formación práctica y el examen. Estaba decidido a elevar el nivel general de interpretación en una orquesta, reemplazando los métodos actual ad hoc de aprendizaje basados en la formación, las clases particulares o por medio del estudio en el extranjero. Su segundo objetivo, el examen, siguió la tendencia victoriana de formar cuerpos profesionales regulando y normalizando la actividad de los miembros de cada profesión. Un ejemplo es la Institution of Civil Engineers en la que Grove había sido admitido en 1839. Cuando la Cédula Real que establecía el Royal College estaba en proceso de elaboración, Grove aseguró que, a diferencia de la Royal Academy, el Royal College debía tener facultades para otorgar títulos. Mackenzie, viendo la posibilidad de que la nueva institución cubriera con su sombra a la Royal Academy, propuso con éxito que ambos órganos expidieran las cualificaciones de manera conjunta. Grove estuvo de acuerdo, dando cuenta de que este curso sería muy útil para disipar la dañina hostilidad que existía entre la Royal Academy y el Royal College.

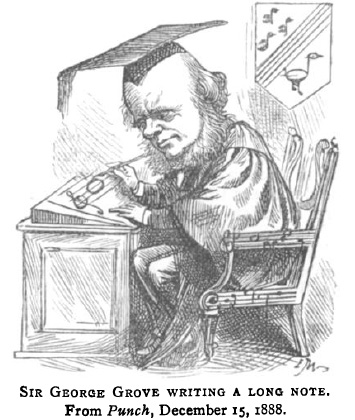
Grove como director del Royal College of Music, según la revista Punch.

La nueva Associated Board of the Royal Schools of Music formada de esta manera ofrecía títulos musicales para los candidatos externos desde cualquier parte del Imperio Británico, que podría cumplir con sus estándares rigurosos. En 1890, 1141 candidatos se inscribieron para los exámenes por primera vez, a pesar del alto precio del acceso, de dos guineas. Los ingresos ayudaron a ambas instituciones a mantener sus propias cuotas de estudiantes en un nivel asequible, lo que permitió que el Royal College hiciera un curso completo de tres años de estudios según sus normas básicas. Debido a la sólida formación que se ofrecía, el alto nivel de interpretación de los estudiantes del Royal College se hizo rápidamente conocido. Músicos destacados aparecerieron de buen grado con la orquesta de la universidad, incluyendo a Joseph Joachim y Hans Richter. Manns, Eugène Ysaÿe y George Bernard Shaw lo elogiaron con fuerza. El historiador David Wright dice que de la herencia de Grove: «La fundación de la RCM en el año 1883 representa claramente el punto de inflexión importante para la formación musical en el Reino Unido. Las nuevas actitudes que apoyó se fundamentaron directamente en la ética la profesionalización que modernizó y transformó la sociedad victoriana».

### Retiro y últimos años
Grove se retiró en la Navidad de 1894, cuando fue sucedido por Parry. En ese momento, se había construido un nuevo edificio el Royal College. En 1896, apareció Beethoven and his Nine Symphonies de Grove, «dirigido a los aficionados de este país». A principios de 1899, la salud de Grove empezó a fallar y falleció, a los 79 años, el 28 de mayo de 1900, en su casa Sydenham, en el que había vivido durante casi 40 años. Fue enterrado en Brockley and Ladywell Cemeteries.